# Amblychia schistacea
Amblychia schistacea är en fjärilsart som beskrevs av W. Warren 1915. Amblychia schistacea ingår i släktet Amblychia och familjen mätare. Inga underarter finns listade i Catalogue of Life.